# Blauwe Steen (Oudsbergen)

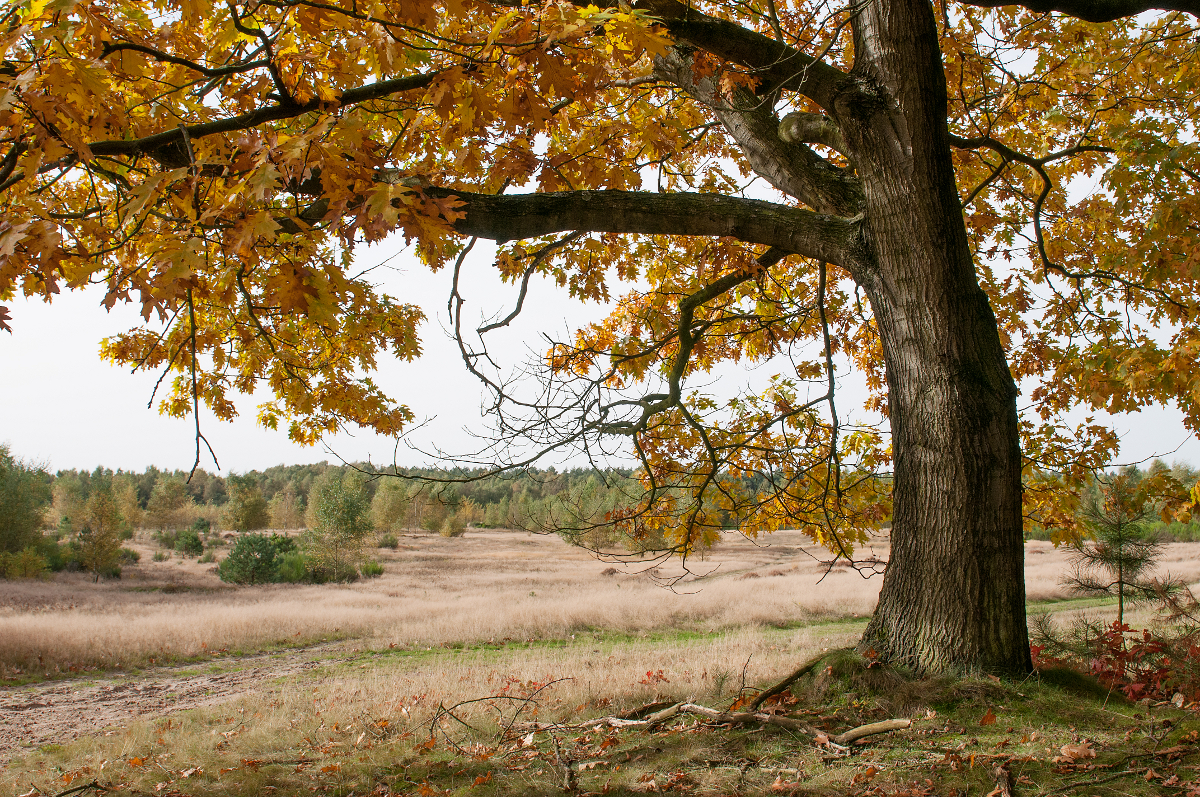
Landschap aan de Blauwe Steen

De Blauwe Steen vormt de grens tussen Wijshagen, Gruitrode en Opglabbeek en is gelegen in het Belgische natuurgebied Duinengordel. In de volksmond wordt deze hoeksteen het "Driedorpenpunt" genoemd. Deze steen betekende tevens het einde van de ondergrondse mijnconcessie van de Kempische steenkoolmijnen.
De Blauwe steen ligt op wandelafstand van de vennen Turfven en Zwartven.